# 锡叶藤
锡叶藤（学名：Tetracera asiatica），英文名Sandpaper Vine，为五桠果科锡叶藤属下的一个种。另外馬鞭草科藍花藤屬的植物：藍花藤，中文俗名有時也會被稱為錫葉藤。
又稱「沙紙藤」，因其葉面與背面質地粗糙，在過去尚未有菜瓜布的時代，人們會用它來刷洗鍋具。此外，它也可用來摩擦象牙筷與錫器，是昔日村民的好幫手。

## 外部連結
- 錫葉藤 Xiyeteng （页面存档备份，存于） 藥用植物圖像數據庫 (香港浸會大學中醫藥學院) （中文）（英文）

## 扩展阅读
- 維基物種上的相關：锡叶藤